# 毒棘豹蟾魚
毒棘豹蟾魚（英文：Oyster Toadfish；學名：Opsanus tau），蟾魚科豹蟾魚屬，主要分布於西太平洋、美國麻薩諸塞州至佛羅里達州等地，體長可達43.2公分，棲息在主要生活在礁石區，能在條件很差之環境下生存，只需有些許之食物即能存活，具毒性，可作為觀賞魚。1997年，美國宇航局以哥倫比亞號太空梭帶了一條毒棘豹蟾魚上太空，以研究微重力效應。

## 外部連結
- Froese, R. & Pauly, D. (eds.) (2012). Opsanus tau. FishBase. Version 2012-05.
- 毒棘豹蟾魚图片 （页面存档备份，存于）